# 朱尔·布雷维耶
约瑟夫·朱尔·布雷维耶（法語：Joseph-Jules Brévié，法語發音：[ʒozɛf ʒyl bʁevje]；1880年3月12日—1964年7月28日）是一位法国殖民地的行政官员，他于1930-1936年任法属西非总督，然后从1936-1939年任法属印度支那总督。他促进了自由和人道主义的政策，认为深入理解当地人和尊重他们的文化是重要的。他视殖民地行政机构的角色为提升殖民地人民经济和人类发展。
在第二次世界大战（1939–1945年）期间他于1942年4月-1943年3月担任法国海外部长。
作为他参与维希政府的结果，他在战后被剥夺了军衔和养老金。

## 生平

### 早年（1880–1930年）
约瑟夫·朱尔·布雷维耶于1880年3月12日出生于上加龙省的巴涅尔德吕雄。他毕业于一所殖民地学校，并于1902年被任命为实习行政官。他于1903年1-4月在达喀尔政府的财政部任职。
布雷维耶参与了对上塞内加尔和尼日尔殖民地的占领和政府组织工作。他于1903-1906、1907–1909和1910–1912年期间先后在巴马科、尼亚丰凯和布古尼任职。1904年布雷维耶在位于现今马里的Tondidarou附近的一个地点发现了具有引人注意的的阴茎状石质古物的遗址群。

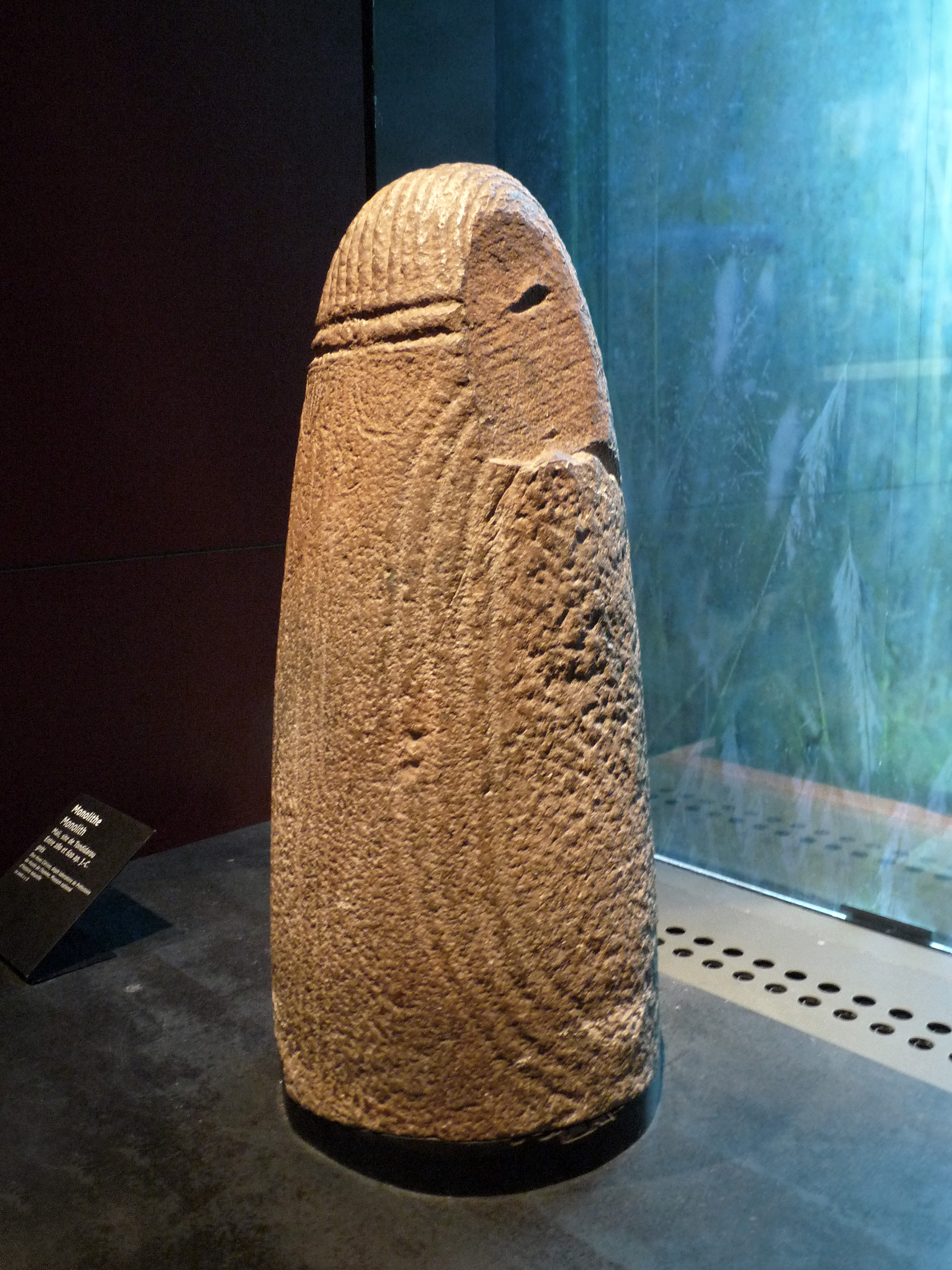
布雷维耶在马里发现的整块石料，现位于Musée du quai Branly

布雷维耶1913-1919年在几内亚任职。1915年11月在黑沃尔特河发生了致力于反对法国人的叛乱。布雷维耶于月底到达以评估当地形势。
他在1915年12月23日参加了让法国人受挫的Yankasso战役。经过一系列的交战后，布基纳法索的大部分地区在1916年7月底稳定了下来。
1915年布雷维耶在听说一个女人唱了一首用班巴拉语创作的关于她儿子的挽歌后，访问了在马里Beledougou地区的Massantola村，这个女人的儿子在一次反对法国人的叛乱中被杀。1918年布雷维耶在达喀尔出版了这首歌的原作和包括注释与评论的翻译，名为A propos d'une chanson bambara（关于一首班巴拉语歌）。他解释说这场叛乱是由两位当地酋长在法国人强加给其直接的统治，减少了他们的权力后而领导发动的。他们在被打败后退入了一座要塞，法国人在损失很多人之后才攻入了此要塞。一个酋长自杀，他的追随者怀着再次战斗的希望逃跑了。布雷维耶解释说当法国人把它看成一场胜利的时候，当地人将此事视作一场悲剧。
在第一次世界大战（1914–1918年）后布雷维耶主管了几内亚的经济。1920年他进入了在达喀尔的政治事务办公室。他分别于1920–1923年、1925–1927年和1928–1929年在尼日尔任职。从1922到1929年他担任尼日尔的副总督。他延续了Maurice Delafosse将伊斯兰看成一种破坏性力量的敌意态度，支持传统权威，在他1923年的书L'Islamisme contre 'Naturisme'中解释了这一立场。

### 法属西非总督（1930–1936年）
布雷维耶在1930年10月15日至1936年9月27日是法属西非（Afrique occidentale française, AOF）的总督。作为AOF的统治者他促进了科学和人道主义的管理政策。他觉得一个成功的土著政策要求对当地人有详尽的理解。在与输入的伊斯兰教相比较时他看到了原住民宗教实践的价值。他相信法国殖民地政策应该试图保护本质上是集体主义的非洲文明的特色。
他一接管办公室后就宣布探险和征服的时期已经结束了，而一个经济和人类发展将会成为主要关注点的新时期开始了。他告诉殖民地官员，“我们不能坐在办公室和通过中间人来锻炼我们对原住民社会环境的控制......，而是通过让我们自己看到和听到，不知疲倦地循环...总是在运动中...经常的，深思的并总是留心的。...这不足以变得强大和公正；在我们与土著人的关系中，必须同样知道在所有时候如何带来坚持不懈的友好行动和关心，以及消息灵通情况下的包涵。”
1935年布雷维耶给西非的行政官员发出了一份通告，请求他们收集口述材料，口头艺术，因为那会帮助他们更好地理解殖民地人民。布雷维耶写道：“殖民正在变成一个方法、计算以及预测问题，还应该说，是个科学问题，它无疑首先仍然是一门政治和心理的艺术，但是它必须被精确的科学数据所指导和阐明”。
布雷维耶想要对殖民地历史和非洲文化有一个系统的研究规划，并游说一个官方的科研院所来从事地理，人类学和历史的研究。他写道“殖民需要学者，公正无私带有宽阔视野，没有紧迫感和参与交火行动的研究者。”经过大量的计划与准备，Institut Français d'Afrique Noire （法国黑非洲学会）于1938年在达喀尔成立。
布雷维耶在大萧条之始以及当地经济处于衰退时就任。他部分地指责殖民地资本家要为此问题负责，并且从法国政府获得大量贷款以支持非洲的生产商。然而，因为1932年出口农作物的价格降低，尽管增加了产量，非洲人开始返回食用作物。布雷维耶通过减少铁路关税，资助塞内加尔的劳工活动，创建食物银行以及增加农业生产率等这样的措施来回应。一项调查发现这些成绩没有证明这些代价是正当的。布雷维耶相信殖民地人民必须看到“所有的殖民地企业工作都能使他更加快乐的证据”，促进了公共工作，健康和教育发展。他担心生活水平的下降会导致人们对法国统治失去信心，从而易受共产主义的宣传。
混血人群的状况是一个问题。1934年布雷维耶写信给法属印度支那总督，请求他提供关于“印度支那做过什么以帮助和教育混血儿童”的情报，“...任何你愿意分享的信息都会具有启发作用。”1935年布雷维耶发布了一份关于非洲基督徒状况的报告。他说“土著人”的道德发展将会从改信基督教中受益，必须给予他们改变信仰的自由。然而，没有家长的同意，一个未成年人不会被受洗。非洲基督徒一定不能被边缘化。转变信仰的法律地位是棘手的。他们不能在传统的当地法律下接受审理，他们已经拒绝了，但也不能根据欧洲法律，因为他们不是公民。布雷维耶提出了一个折衷法律，它将会调和天主教原则和当地习俗。

### 法属印度支那总督（1936–1939年）
布雷维耶在1936年被由莱昂·布鲁姆所领导的人民阵线政府任命为法属印度支那总督。他代替的是René Robin。
1937年1月布雷维耶在西贡的浮动码头参加迎接典礼时，殖民地警察正在附近一场暴力冲突中与几千名来自西贡以及周边地区的参加共产党的工人作战。当布雷维耶到达河内时当地有对于游行和旗帜的禁令。
布雷维耶比较有自由思想，并通过诸如对政治犯实行特赦，给予出版社更大的自由和取消对民族主义政党的限制这样的让步，试着平息极其紧张的政治形势。布雷维耶作为一名社会党员，对西贡的工会做出了让步。
在1937年8月下旬，一场洪水摧毁了交趾支那和柬埔寨的粮食收成，中国捐赠了50000上海元的救济款，被布雷维耶称为“仁慈之举”。
布雷维耶的行政当局加快了公共工程项目建设并采取措施提供稻谷以进行重栽，并加强了种子储备，部分动机是为了减轻反殖民主义的不满。1937年布雷维耶在乂安省的都梁拦河坝开工仪式上致辞，保大帝也参加了这一仪式。他注意到这一水坝能够让这个曾是“1930年代严重和旷日持久的麻烦剧场”，特别不利的地区获得了灌溉。1938年布雷维耶宣布了能够灌溉500,000公頃（1,200,000英畝）红河三角洲土地的建设计划以提高大米产量。该计划将运用现代科技来构建粮食安全，也会维持政治的控制。

传教士发现布雷维耶对他们很富有同情心。
1938布雷维耶还召集了一次关于métis问题的会议，出席会议的有军事首脑，学校，法律，健康，福利和经济各部门的头，以及帮助法属印度支那儿童的公司的董事长。他们这群人决心扩展由慈善机构已创立的框架，增加他们的预算并提供行政支持。他们将努力寻找混血儿童，这些儿童将会由慈善机构抚养，或给修女抚养到5岁，特别是沙特尔的圣保罗姐妹。朱尔·布雷维耶联合会于1939年7月创立。该联合会分散式地筹措资金并指导处理关于métis问题的努力。它协调了世俗和宗教的慈善机构，提供“法国-印度支那混血儿童的教育和安置”。
在大叻的山中避暑地中有服务整个越南的寄宿学校。它将会变得卫生，并把欧洲人和越南人隔离开来，被视作一个可能的政治中心。
然而，在这个小镇的越南精英的增多使得实行种族隔离的设想变得越来越行不通。当布雷维耶于1938年7月12日访问大叻时，他在耶尔森中学阐述了一个不同种族学生混合的设想
在地球上的一些点，不同种族间的联系在难以置信的发展沸腾中。我们必须防止它退化到长期的混乱之中；我们必须在各方面为人类的幸福和社会进步重建和谐要素。通过你们身处一个正在发生这些转变的地方这一确切的事实，赋予了你们这个任务。 
布雷维耶在占领帕拉塞尔群岛的问题上，与控制着印度支那海军的海军上将Victor Petit发生了冲突。这些群岛能为半岛提供保护，但是海军拒绝去占领它们。布雷维耶不得不购买一些旧的商船以进行这一任务。1939年布雷维耶当局画定“布雷维耶线”，定下了柬埔寨水域和交趾支那间的边界。这成为后殖民时代越南和柬埔寨间争议的一个主题。他创立的改革方案在人民阵线在法国下台后停止了，接着开始了第二次世界大战。
布雷维耶于1939年8月被Georges Catroux（1877–1969年）所接替。
布雷维耶为Tran Van Tung写的两本迷人的书：Sourvenirs d'un enfant de campagne （1939）和Rêves d'un campagnard annamite （1940）作过序。

### 晚年生涯（1939–1964年）
1940年3月13日布雷维耶被命令退休。1941年他作为全国委员会中的宪法委员会的一名成员时，主持了殖民地专业人才的团体。在1941年12月19日他被选为殖民地科学研究院中的一员。当皮埃尔·赖伐尔于1942年4月就任总理时，维希政府任命他取代Charles Platon为新一任法国海外暨殖民地部长。，于1942年4月18日-1943年3月26日之间担任这一职务。作为部长他设立了殖民地科学研究室以进一步发展他对于科学殖民的概念。1942年8月前部长Henry Lémery向赖伐尔建议法属西印度应该有一个当地的议会，瓜德罗普和马提尼克应升格为（如同法国本土标准的）省。赖伐尔和布雷维耶接受了第一条建议但拒绝了后者，造成了一种管理的异常。
布雷维耶在1945年1月被剥夺了殖民地总督的荣誉头衔，1945年3月又永久剥夺了他的退休金以及佩戴任何法国或外国勋章的权利。
朱尔·布雷维耶在1964年7月28日84岁时于康塔尔省塔利扎附近的Pierrefitte村逝世。直到2012年时尼亚美行政区的一条街道仍然有他的名字。

## 出版物
- 朱尔·布雷维耶. . Annuaire du Comité d'Etudes Historiques at Scientifiques de l'Afrique Occidentale Française (Gorée: Imprimierie du Gouvernment Géneral). 1917: 217–222 （法语）.
- 朱尔·布雷维耶; Maurice Delafosse (序). . Paris: Ernest Leroux. 1923: 320 （法语）.
- Gustave Daumas; 朱尔·布雷维耶 (序); Cardinal Verdier (介绍). . Impr. S.I.L.I.C. 1936 （法语）.
- 朱尔·布雷维耶. . Gorée, Impr. du gouvernement. 1936: 43.
- Bui-Dinh San; 朱尔·布雷维耶 (序). . 河内, 海防, 西贡, Mai-Linh. 1938: 238.
- Trâ`n-Van-Tùng; 朱尔·布雷维耶 (序). . 河内: G. Taupin. 1939: 281.
- Trâ`n-Van-Tùng; 朱尔·布雷维耶 (序). . 河内. 1940: 281.